# 針生盛信
針生盛信（日语：／ Haryu Morinobu，1553年（天文22年）—1625年9月10日（宽永2年8月9日））是日本战国時代与江户時代前期的武将。父亲是針生盛秋。有两子名盛直、实信。称民部。

## 经历
盛信是蘆名氏第14代当主・芦名盛滋（针生氏之祖）的曾孫。針生氏是蘆名氏的分家，主要担任主家的外交事务，因而受到了蘆名盛氏的重用，不过后来因为金上盛備和权利问题与主家对立，招致了芦名家的分裂。
接着开始信奉基督教，并在芦名盛隆死后主张令伊达辉宗次子伊达小次郎继承家督，但是失败，并在家中势力里失脚。
天正17年（1589年）蘆名氏被伊達政宗灭亡后跟随芦名氏其他家臣前往常陆国，盛信领有常陆国龙崎（今茨城县龙崎市）一万八千石。關原之戰中跟随佐竹氏從屬於西軍，结果在庆长7年（1602年）芦名氏被改易而失去了領地，之後出走侍奉伊達家。
大阪之阵时其次子针生实信代替其出阵。同年五月，获得胆泽郡下衣川村張山（今岩手县奥州市衣川区）600石，翌年将领地分割，嫡孙重信（嫡男盛直之子）与次子实信各自领有300石。
宽永2年（1625年）死去。享年73岁。延宝四年（1678年）奉伊達綱村之命，针生氏改为芦名氏直至明治维新。